# OH MY LOVE
《OH MY LOVE》，是日本樂團ZARD的第5張專輯。1994年6月4日發行。

## 解説
- 这是ZARD的第5张专辑，其中收录了ZARD的三首单曲。
- 成为ZARD第二畅销的原创专辑，僅次於前作《搖擺的想念 (專輯)》，並与前作一样，销量突破200万张。

## 销售成绩
- 首周销量约为58万份，在最后75周的排行榜上，它的销量突破了200万大关（根据Oricon的数据）。

## 收录曲
全演唱作词由坂井泉水担当。除了第5首，是与上杉昇合作创作歌词。
1. Oh my love 
作曲：織田哲郎
編曲：明石昌夫
2. Top Secret
作曲：栗林誠一郎
編曲：明石昌夫
3. 肯定无法忘怀
作曲：織田哲郎
編曲：明石昌夫
4. 再多些 再多一些...
作曲：栗林誠一郎
編曲：明石昌夫
5. 沉浸在雨中
作曲：栗林誠一郎
編曲：明石昌夫
6. 即使悠游在愛裡疲憊不堪
作曲：織田哲郎
編曲：明石昌夫
7. I still remember
作曲：栗林誠一郎
編曲：明石昌夫
8. If you gimme smile
作曲：栗林誠一郎
編曲：明石昌夫
9. 明年夏天也
作曲：栗林誠一郎
編曲：明石昌夫
10. 想回到你身边
作曲：栗林誠一郎
編曲：明石昌夫

## 参加者
ZARD
- 坂井泉水：主唱

## 脚注
1. ↑  . CDJapan.
2. ↑  . Discogs.   [2020-08-10]. （原始内容存档于2020-01-24）.
3. ↑  .   [2020-08-10]. （原始内容存档于2020-06-12）.